# Kaakkurijärvi (Pajala socken, Norrbotten, 755742-181215)
Kaakkurijärvi är en sjö i Pajala kommun i Norrbotten och ingår i Torneälvens huvudavrinningsområde.